# Surimi
Il surimi (擂り身?, surimi), traducibile in italiano con "pesce tritato", è un prodotto composto essenzialmente di polpa di merluzzo (generalmente d'Alaska) e carboidrati, confezionato di norma in cilindretti colorati arancioni e bianchi formati da vari strati di sfoglia di polpa di pesce arrotolata e tenuta insieme da addensanti di tipo alimentare.
La definizione giuridica di surimi è preparazione a base di proteine di pesce. È un tipo di preparazione diffusa da alcuni secoli in Giappone che, grazie alle nuove tecniche di produzione e conservazione industriale, si è diffusa in tutto il mondo. Sebbene nella dizione comune siano noti come ‘bastoncini di granchio’, le restrizioni legali impediscono ai produttori di usare questa definizione, perché non contengono polpa di granchio.

## Storia
Il processo per preparare il surimi è stato sviluppato in molte aree dell'Asia orientale per diversi secoli, anche se la storia e le origini esatte di questo prodotto non sono chiare. In Cina, il precursore del surimi veniva usato per fare polpette di pesce in una zuppa conosciuta come geng, comune nella regione del Fujian.
Il processo industriale per la produzione del surimi fu perfezionato nel 1969 da Nishitani
Yōsuke. Le nuove tecnologie industriali per la produzione del Surimi ne favorirono la crescita. Il pesce usato era soprattutto il merluzzo d'Alaska, ma successivamente si usarono altre specie.
Nel mondo si producono da due a tre milioni di tonnellate di surimi, pari al 2-3% della fornitura mondiale di pesce. Gli Stati Uniti e il Giappone sono i principali produttori di surimi e prodotti a base di esso.

## Preparazione dell'alimento
La polpa di pesce viene pulita, tritata, pressata e successivamente addizionata con sostanze quali stabilizzanti, polifosfati e zuccheri, e congelata a −20 °C. Il prodotto che si ottiene è piuttosto insapore, con un tenore idrico elevato (72-80%), l'8-13% di proteine e lo 0,1% circa di grassi. Nei paesi occidentali, il surimi normalmente viene utilizzato per imitare la polpa di crostacei, ma attualmente esso è presente sui mercati in diverse forme (a bastoncino, a sfoglia arrotolata, ...) e con diversi sapori (il più diffuso è quello aromatizzato al granchio). Una delle caratteristiche del surimi è di essere un alimento particolarmente ricco di proteine e povero di grassi. Viene spesso addizionato con considerevoli quantità di sale, il che può renderlo controindicato per gli ipertesi o per chi soffre di patologie renali. Un'altra controindicazione può derivare dal grande quantitativo di polifosfati utilizzato in alcune preparazioni.

## Ingredienti surimi industriali
Nei surimi industriali sono utilizzati i seguenti ingredienti:
- polpa di pesce tritata (39%)
- acqua
- amido
- amido di frumento
- albume d'uovo reidratato
- olio di colza
- aromi (tra cui granchio e altri crostacei)
- zucchero
- sale
- stabilizzanti: sorbitolo, polifosfati, esaltatore di sapidità
- glutammato monosodico
- colorante: estratto di paprica

## Valori nutrizionali
I valori nutrizionali si riferiscono a 100 g di prodotto.